# Зелениград
Зелениград (болг. Зелениград) — село в Болгарии. Находится в Перникской области, входит в общину Трын. Население составляет 111 человек. Расположено у подножия горы Руй.

## Политическая ситуация
Зелениград подчиняется непосредственно общине и не имеет своего кмета.
Кмет (мэр) общины Трын — Станислав Антонов Николов (Граждане за европейское развитие Болгарии (ГЕРБ)) по результатам выборов.